# Abu Ibrahim Ahmad
Abu Ibrahim Ahmad ibn Muhammad ibn al-Aghlab (arabisch أبو إبراهيم أحمد بن محمد بن الأغلب, DMG Abū Ibrāhīm Aḥmad b. Muḥammad b. al-Aġlab; † 863) war ab 856 sechster Emir der Aghlabiden in Ifrīqiya.
Abu Ibrahim Ahmad übernahm von seinem Onkel Abū ʾl-ʿAbbās Muhammad I. (841–856) die Herrschaft in Ifriqiya. Unter ihm erreichte das Reich seinen Höhepunkt. Durch den Frieden im Reich blühten Handel und Gewerbe. Die prosperierende Landwirtschaft wurde durch den Bau von Bewässerungsanlagen weiter gefördert. Unter Ahmad wurde in Tunis mit dem Umbau der Olivenmoschee eines der bedeutenden Bauwerke der Aghlabiden geschaffen sowie die Moschee in Kairouan weiter ausgebaut.
Nachfolger Ahmads wurden dessen Bruder Ziyadat Allah II. (863–864) und sein Sohn Abu l-Gharaniq Muhammad II. (864–875).